# Kinh Kalama
Kinh Kālāma, còn có tên gọi khác là Kinh Kesamutti, là một bài kinh của Phật được ghi trong Tăng chi Bộ (3.65) của Tam Tạng kinh điển. Nó thường được những người theo truyền thống Phật giáo Nguyên thủy và Phật giáo Đại thừa gọi là "hiến chương tự do nghiên cứu của Đức Phật" (The Buddha's Charter of Free Inquiry").

## Bối cảnh
Bài kinh mở đầu bằng việc mô tả cách Phật Thích-ca Mâu-ni đi ngang qua ngôi làng Kesaputta và được cư dân ở đó, một bộ tộc tên Kalama (tiếng Pali: Kālāma), chào đón. Họ xin Phật lời khuyên: họ nói rằng nhiều tu sĩ lang thang và khổ hạnh đi qua làng , giảng dạy giáo lý của họ và chỉ trích giáo lý của người khác. Vậy thì họ nên theo giáo lý của ai? Phật đáp lại bằng một bài giảng làm điểm khởi đầu tiếp cận Pháp, giáo lý Phật giáo, dành cho những người chưa bị thuyết phục chỉ bởi những lời thuyết giảng hay ho.

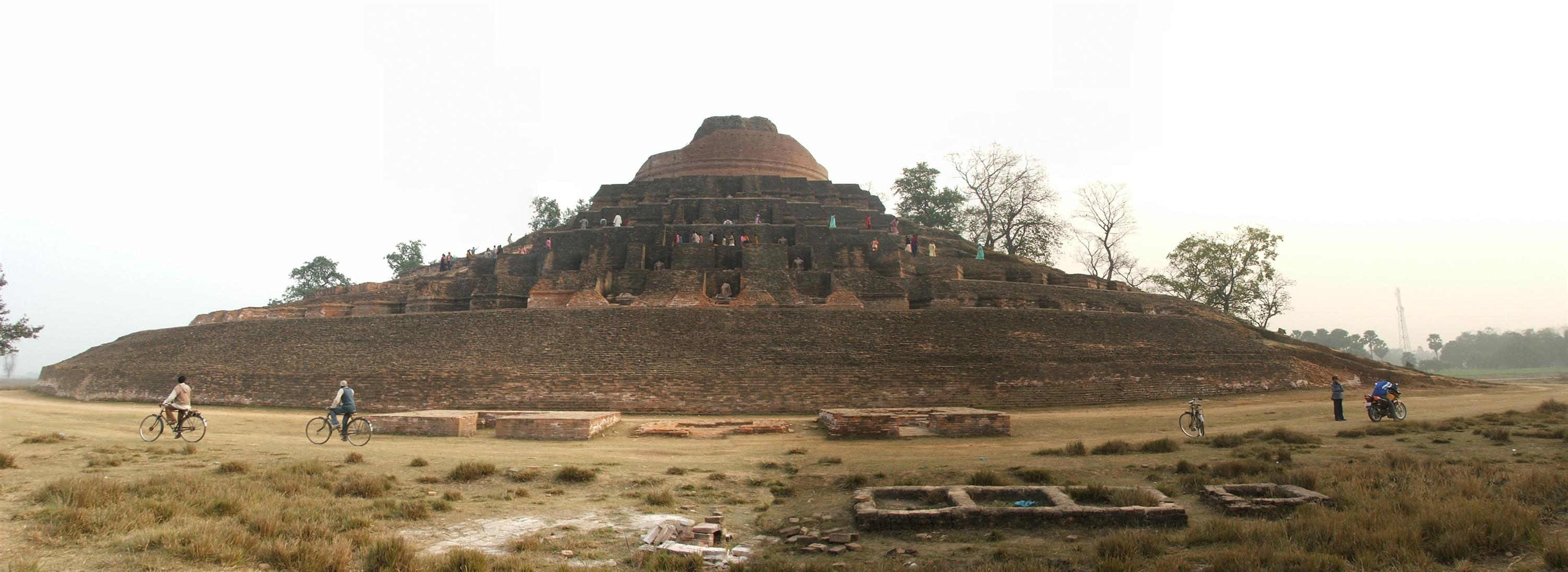
Tháp Kesariya được cho là ở nơi Đức Phật đã thuyết giảng bài Pháp.

### Phân biệt giáo lý tôn giáo
Phật liệt kê những tiêu chí mà bất kỳ người có lương tri nào cũng có thể dùng để quyết định giáo lý nào nên được chấp nhận là chân lý. Ông bảo người Kalama đừng tin mù quáng vào các giáo lý tôn giáo chỉ vì chúng "được cho là" đúng, cũng không nên chỉ dựa vào việc áp dụng các phương pháp hay kỹ thuật nào đó rồi nghĩ một điều là đúng.
Kinh nghiệm thực tế dựa trên trải nghiệm cá nhân nên được tận dụng. Phật khuyên rằng lời của người trí giả nên được lắng nghe và xem xét. Như Phật đề nghị không nên chấp nhận một cách thụ động mà phải không ngừng đặt câu hỏi và kiểm nghiệm trực tiếp cá nhân để nhận ra những chân lý mà được chứng minh là làm giảm bớt Khổ (tiếng Pali: dukkha) của bản thân.
Kinh Kesamutti ghi rằng (từ Pali trong ngoặc) như sau:
- Đừng tin vào những gì được truyền miệng nhiều lần (anussava),
- Đừng tin vào truyền thống (paramparā),
- Đừng tin vào tin đồn (itikirā),
- Đừng tin vào những gì có trong kinh sách (piṭaka-sampadāna),
- Đừng tin vào phỏng đoán (takka-hetu),
- Đừng tin vào lời tiên đề (naya-hetu),
- Đừng tin vào những lập luận nghe có vẻ đúng (ākāra-parivitakka),
- Đừng tin vào thành kiến về một quan điểm đã được nghiền ngẫm (diṭṭhi-nijjhān-akkh-antiyā),
- Đừng tin vào vẻ bề ngoài của người khác (bhabba-rūpatāya),
- Đừng lấy quan điểm "Vị tỳ kheo này là thầy của chúng ta" (samaṇo no garū).
- Này người Kalama, khi chính các vị biết 'Những điều này là thiện; những điều này không đáng bị chê trách; những điều này được người trí khen ngợi; nếu được thực hành và duy trì, chúng mang lại lợi ích và hạnh phúc,' thì hãy thực hành chúng và bám chặt vào chúng.

Như vậy, Phật đã nêu ra mười nguồn cụ thể mà kiến thức từ những nguồn này không nên ngay lập tức được xem là chân thực nếu không khảo sát thêm, nhằm tránh bị sa vào các ngụy biện:
1. Lịch sử truyền miệng
2. Truyền thống
3. Chứng cứ giai thoại
4. Kinh sách hoặc các văn bản chính thức khác
5. Lập luận giả định
6. Giáo điều triết học
7. Lẽ thường
8. Quan điểm cá nhân
9. Chuyên gia
10. Những người có thẩm quyền hoặc thầy của chính mình

Thay vào đó, Phật nói rằng chỉ khi một người tự mình biết chắc rằng một giáo lý nào đó là thiện, vô tội, đáng ca ngợi và đem lại hạnh phúc, và rằng nó được người trí khen ngợi, thì người đó mới nên chấp nhận nó là chân lý và thực hành nó. Như Soma Thera đã trình bày, Kinh Kālāma chính là "hiến chương tự do nghiên cứu của Đức Phật":
Cách giảng dạy của Kinh Kalama (Kālāma) nổi tiếng đúng đắn nhờ việc khuyến khích tự do nghiên cứu; tinh thần của bài kinh biểu thị một giáo lý không bị chi phối bởi chủ nghĩa cuồng tín, thành kiến, giáo điều và thái độ không khoan dung.

Tuy nhiên, theo như Bhikkhu Bodhi đã nói, lời dạy này không nhằm cổ vũ chủ nghĩa hoài nghi cực đoan hay tạo ra những chân lý cá nhân phi lý:
Trên cơ sở chỉ một đoạn kinh, được trích dẫn ngoài ngữ cảnh, Đức Phật đã bị miêu tả như một người duy nghiệm thực dụng, xem thường mọi giáo lý và đức tin, và Pháp của Ngài chỉ đơn thuần là một bộ dụng cụ của kẻ tự do tư duy nhằm đạt đến chân lý, cho phép mỗi người tự do chấp nhận hay từ chối bất cứ điều gì họ thích.

Thay vì ủng hộ chủ nghĩa hoài nghi hoặc những chân lý chủ quan, trong kinh này Phật tiếp tục lập luận rằng ba gốc rễ bất thiện của tam độc: tham, sân và si dẫn đến kết quả tiêu cực ngược lại, tức là chúng bất thiện, đáng trách, v.v. Do đó, các hành vi dựa trên ba gốc này cần phải bị loại bỏ. Phán xét đạo đức về hành động vì vậy có thể được suy ra bằng cách phân tích xem những hành động đó có dựa trên ba căn nguyên bất thiện hay không.

## Những lời an ủi của Phật
Phần đầu và chính của Kinh Kalama thường được trích dẫn, nhưng một phần quan trọng không kém của Kinh Kalama cũng theo sau. Phần này (17) trình bày bốn lời an ủi (hay niềm an vui) của Phật. Đức Phật khẳng định rằng một cuộc sống hạnh phúc và đạo đức vẫn là đúng đắn ngay cả nếu không có Nghiệp (tiếng Pali: kamma) và Luân hồi (tiếng Phạn: saṃsāra). Lý luận này tương tự như phép cược của Pascal.
Đệ tử của những bậc Thánh, người Kalama, người có tâm không sân hận, không oán hận, không ô nhiễm và thanh tịnh, là người ngay tại đây và lúc này tìm thấy bốn niềm an ủi.
'Giả sử có thế giới bên kia và có quả báo của việc làm lành hay làm dữ. Khi thân này tan rã sau khi chết, rất có thể ta sẽ sinh lên cõi trời, nơi tràn đầy trạng thái an lạc.' Đó là niềm an ủi đầu tiên mà vị ấy tìm thấy.
'Giả sử không có thế giới bên kia và không có quả báo của việc làm lành hay làm dữ. Dù vậy, ở ngay thế gian này và lúc này, không có thù hận, không có ác tâm, tôi vẫn sống an lành và hạnh phúc.' Đó là niềm an ủi thứ hai mà vị ấy tìm thấy.
'Giả sử điều xấu xảy đến cho kẻ làm ác. Tuy nhiên, tôi nghĩ rằng mình không làm hại ai cả. Vậy thì làm sao những quả xấu đó có thể ảnh hưởng đến tôi khi tôi không làm điều ác nào?' Đó là niềm an ủi thứ ba mà vị ấy tìm thấy.
'Giả sử điều xấu không xảy đến cho kẻ làm ác. Trong mọi trường hợp, tôi vẫn thấy tâm mình được thanh tịnh.' Đó là niềm an ủi thứ tư mà vị ấy tìm thấy.

Đệ tử của những bậc Thánh, người Kalama, người có tâm không sân hận, không oán hận, không ô nhiễm và thanh tịnh, chính là người ngay tại đây và lúc này tìm thấy được bốn niềm an ủi này.— 

Theo Soma Thera:
Kinh Kālāma, trình bày các nguyên tắc mà người tìm kiếm chân lý nên tuân theo và chứa một chuẩn mực để mọi sự được đánh giá, nằm trong khung của Chánh Pháp; bốn niềm an ủi được giảng trong kinh chỉ ra phạm vi mà trong đó Đức Phật cho phép hoãn lại việc phán xét trong những vấn đề vượt ngoài nhận thức bình thường. Những niềm an ủi này cho thấy lý do của một cuộc sống có đức không nhất thiết phụ thuộc vào niềm tin về tái sinh hay báo ứng, mà là sự an lạc trong tâm có được thông qua việc chiến thắng tham, sân và si.

## Giải thích
Kinh Kalama thường bị dùng sai để biện minh cho sự thận trọng thông qua lập luận logic chặt chẽ trong việc tìm kiếm chân lý, trí tuệ và kiến thức, dù liên quan đến tôn giáo hay không. Tuy nhiên, đọc thẳng vào văn bản sẽ thấy rõ rằng không nên xác định tính hợp lý của một truyền thống dựa trên "giả thuyết logic, suy diễn, phép loại suy, sự đồng thuận qua việc nghiền ngẫm quan điểm, xác suất, hoặc ý nghĩ 'Sa môn này là thầy của chúng ta'".
Mặc dù văn bản không ngăn cản việc sử dụng lý trí cá nhân, Phật dạy rằng không nên đưa ra quyết định chỉ dựa vào nó. Thay vào đó, Phật dạy rằng một truyền thống có thể được xem là đúng đắn nếu "Những phẩm chất này là thiện; những phẩm chất này là vô tội; những phẩm chất này được người trí khen ngợi; những phẩm chất này, khi được áp dụng và thực hiện, dẫn đến an sinh và hạnh phúc" — thì bạn nên chấp nhận và bám theo chúng. Sự hiểu lầm về bài kinh này đã trở nên phổ biến phần nào do dựa vào một câu trích dẫn giả mạo gán cho Đức Phật rằng "khi bạn thấy điều gì đó hợp lý và có lợi cho tất cả mọi người, thì hãy chấp nhận nó và sống theo nó," điều này phần nào trái ngược với những gì bài kinh thực sự nói.

## Giá trị triết học
- Lập luận thực dụng: Kinh khuyến khích chỉ tiếp nhận những giáo lý đem lại lợi ích và an lạc rõ ràng trong thực tế, thể hiện một cách tiếp cận thực dụng tương tự triết học phương Tây.[6]

- So sánh với chủ nghĩa hoài nghi và Pascal: Kinh được so sánh với tinh thần hoài nghi phương Tây và phép cược Pascal, nhưng thay vì khuyến khích niềm tin siêu hình, Đức Phật hướng người nghe tới hành vi đạo đức thực tế.[6]

- Ứng dụng trong lý thuyết quyết định: Đoạn “bốn niềm an ủi” trong kinh thể hiện một dạng lập luận lựa chọn hành vi trong điều kiện bất định – tương tự nguyên tắc “super-dominance” trong logic quyết định.[6]

- Triết lý nhận thức kinh nghiệm: Đức Phật bác bỏ các nguồn tri thức dựa trên uy tín, truyền thống, hoặc lý luận trừu tượng; thay vào đó, ông đề cao tri thức dựa trên kinh nghiệm có thể kiểm chứng trong hành vi và kết quả cụ thể.[7]

- Ảnh hưởng học thuật hiện đại: Các học giả như Bhikkhu Bodhi và Soma Thera xem kinh này như một “hiến chương tự do tư tưởng” của Phật giáo, khuyến khích kiểm nghiệm thực tế và từ bỏ niềm tin mù quáng.[2]

- Kết hợp giữa hoài nghi và đạo đức: Dù khuyến khích nghi vấn, kinh vẫn hướng đến việc hành trì đạo đức trên nền tảng lý trí – thay vì chỉ hoài nghi để phản bác, Phật dùng hoài nghi để dẫn đến hành động đúng.[8]

- Lý thuyết triết học về đặt cược an toàn: Học giả Frank J. Hoffmann chỉ ra rằng Kinh Kālāma trình bày một biến thể ‘ván cược an toàn’ tương tự với Kinh Không Gì Chuyển Hướng, coi niềm tin vào nghiệp–tái sinh như ‘một khoản đầu tư rủi ro thấp đem lại kết quả tốt đẹp”.[9]

## Chú giải
1. ↑  AN 3.65; PTS: A.i.188; Thai III.66
2. 1 2 3 4 5  "Kalama Sutta, The Buddha's Charter of Free Inquiry" của Soma Thera
3. ↑  The Kalama Sutta (Aṅguttara Nikaya 3:66), bản dịch của Soma Thera, truy cập 2014-08-03
4. ↑  A Look at the Kalama Sutta của Tỳ kheo Bodhi (1988), truy cập 2009-06-18.
5. 1 2  "To the Kālāmas: Kālāma Sutta (AN 3:66), translated from the Pali by Ṭhānissaro Bhikkhu". Aṅguttara Nikāya of the Pali Canon. dhammatalks.org. 2022. Truy cập ngày 9 tháng 10 năm 2022.
6. 1 2 3  Choi, Jin Y. (2019). Pascal's Wager and the Kalama Sutta: Reason, Pragmatism, and Decision Theory in Buddhism. Philosophy East and West. Truy cập ngày 14 tháng 5 năm 2025.
7. ↑  Bhikkhu Bodhi (2012). The Numerical Discourses of the Buddha (bằng tiếng Anh). Boston: Wisdom Publications.
8. ↑  Stephen A. Evans (2007). Kālāma Sutta and Skepticism in Buddhism. Journal of Buddhist Ethics.
9. ↑  Frank J. Hoffmann (2020). Karma and Rebirth (bằng tiếng Anh). Proceedings of the Annual Conference on Core Texts and Courses (ACTC). Truy cập ngày 14 tháng 5 năm 2025.